# 蒙茅斯 (印地安納州)
蒙茅斯（英語：Monmouth）是位於美國印地安納州亞當斯縣的一個非建制地區。該地的面積和人口皆未知。

## 地理
蒙茅斯的座標為40°52′04″N 84°56′40″W / 40.86778°N 84.94444°W，而該地的平均海拔高度為244米（即801英尺）。